# کانن ئی‌اواس دی‌سی‌اس ۱
کانن ئی‌اواس دی‌سی‌اس ۱ (به انگلیسی: Canon EOS DCS 1) یک دوربین عکاسی تک‌لنزی بازتابی ساخت شرکت کانن است.